# Casa Torres (Piera)
Casas Torres és una casa senyorial entre mitgeres al municipi de Piera (Anoia) inclosa en l'Inventari del Patrimoni Arquitectònic de Catalunya. Composta de planta baixa, dos pisos i golfes. La composició de façana és molt simètrica: composta per tres obertures a cada planta separades per unes faltes pilastres i coronades amb un frontó. La façana s'acaba amb una cornisa treballada. Els murs són realitzats amb motllures de pedra artificial i arrebossat formant encoixinat. A les golfes s'hi obren unes petites finestres rectangulars. Les baranes dels balcons són de fosa. En la porta principal hi ha un escut amb les inicials del propietari (M.P). El senyor Munné Orpí va ser el promotor de l'obra.

## Descripció
1. ↑  «Casas Torres». Inventari del Patrimoni Arquitectònic de Catalunya.   Direcció General del Patrimoni Cultural de la Generalitat de Catalunya. [Consulta: 3 setembre 2015].